# Symmachia astiama
Symmachia astiama är en fjärilsart som beskrevs av Adalbert Seitz 1917. Symmachia astiama ingår i släktet Symmachia och familjen Riodinidae. Inga underarter finns listade i Catalogue of Life.